# Dionís Baixeras i Verdaguer
Dionís Baixeras i Verdaguer (Barcelona, 23 de juny de 1862 - Barcelona, 9 de setembre de 1943) fou un dibuixant i pintor català naturalista.
Baixeras va ser un dels fundadors del Cercle Artístic de Sant Lluc (1893), que en contra del Modernisme que tenia lloc en aquells anys, defensava un art d'inspiració cristiana, un art naturalista, equilibrat i serè. Un dels artistes més representatius de la tendència anecdotista finisecular. Encara que comptà amb una bona formació a la Llotja, es deixà influir per l'Escola d'Olot i pel realisme francès de Jules Bastien-Lepage, Pascal Dagnan-Bouveret i sobretot per Jean-François Millet. A Barcelona fruí d'una bona situació com a artista no compromès, ja que la seva obra plasma l'aspecte amable de la vida dels treballadors del mar i del camp. Participà assíduament a les exposicions oficials, rebé diversos encàrrecs importants i fou premiat en moltes ocasions. Resulta particularment interessant la seva col·lecció de dibuixos que reprodueixen amb molta fidelitat els carrers i racons barcelonins afectats per la reforma interior del 1907 (avui conservats a l'Arxiu Històric de la Ciutat de Barcelona) que li valgueren la concessió del premi del concurs organitzat per la Unión de Artistas, la Junta de Museus i la Comissió de la Reforma.

## Biografia
Als quinze anys va ingressar a l'Escola de Belles Arts de Llotja, on havia de seguir els cursos oficials amb una disciplina severa que ell mateix s'imposaria. La seva innata sensibilitat d'artista li feia veure la trista sequedat dels models de guix que havia de copiar, així com la dels plecs inerts de les robes posades damunt de maniquins. Aquesta impressió li durà tota la vida. A la Llotja, va rebre la influència dels seus mestres, Agustí Rigalt, Martí i Alsina, Antoni Caba i Claudi Lorenzale. Aprengué a la perfecció l'ofici de dibuixant, base de tots els seus èxits; excel·lí en totes les tècniques i guanyà tots els concursos. Fou un alumne disciplinat, a classe va rebre el sobrenom d'En Medalles a causa de la seva facilitat per guanyar els concursos.
Als vint anys, va exposar per primera vegada a la Sala Parés. Ben aviat les seves noies camperoles amb caputxa i esclops, els seus pastors amb barretina i els seus mariners eren tinguts com a part indispensable de tota exposició que volgués ésser representativa de l'art del moment. Durant aquest mateix any, renovada la crida del concurs, encara desert, per a la decoració mural del Paranimf de la Universitat, Dionís Baixeras, induït possiblement pel seu mestre Antoni Caba, s'hi presentà i vencé. Els temes que presentà Baixeras al concurs van sorprendre el tribunal per la gosadia i l'encert quant a la interpretació i a l'execució dels temes escollits.
Després i a l'edat de vint-i-quatre anys decideix marxar temporalment a París. La capital francesa gaudia un moment d'interès cultural per a tots els artistes. Aquí, queda impressionat pel realisme i naturalisme de Jean-François Millet, Julies Bastien-Lepage i Pascal Dagnan-Bouveret, estil que ja no abandonarà al llarg de la seva trajectòria artística. Aquest mateix any, presenta una obra al Saló de París. A partir d'aquest moment, la seva pintura se centrarà en paisatges de muntanya i en la vida senzilla de pastors i camperols, donant importància a la condició humil dels personatges.
L'any 1888 li era encarregada, juntament amb Joan Llimona i Alexandre de Riquer, la decoració forana de l'Hotel Internacional de l'Exposició Universal, en la qual també s'hi obrí un concurs per a l'elecció del model de diploma dels premis del certamen. També d'aquest període, trobem l'obra Retrat d'un boter a la Barceloneta, conservada actualment a la Biblioteca Museu Víctor Balaguer. El 1893, juntament amb Joan Llimona, Alexandre de Riquer i Joan Brull col·laborà a la revista publicada pel Cercle Artístic de Sant Lluc amb el nom Navidad on apareix una magnífica mostra de l'art del moment i dels progressos de l'estampa a Catalunya.
Entre 1896 i 1900 realitza dues obres montserratines: la decoració amb pintures i escultures de l'església i el camí de la Cova del Santuari del Monestir de Montserrat i amb la col·laboració de Joaquim Vancells, el camerí de la Verge de Montserrat de l'altar dedicat a la patrona de Catalunya de l'església del Sant Esperit de Terrassa.
Va fer grans composicions de caràcter històric i al·legòric com la sala d'actes del Seminari el 1904, destruïdes el 1936, més tard, la decoració del despatx de l'Alcaldia, substituïda després, i, encara més ençà, l'any 1928 la cúpula i part de les voltes de la Sala de Sant Jordi del Palau de la Generalitat el 1928.
El 1907 va realitzar una sèrie de dibuixos de caràcter documental dels llocs de Barcelona que desapareixerien amb l'obertura de la Via Laietana, gràcies al concurs que la Unió d'Artistes aconsegueix que la Junta de Museus organitzi, on Baixeras obté un premi de l'Ajuntament el 1908.
Al costat de la perfecció tècnica del dibuix segueix al llarg de la vida de Dionís Baixeras una altra nota constant: la funció social de l'art. Quan, l'any 1928, donà una conferència a la Biblioteca Balmes, escollí aquest tema:  "La moral en les arts plastiques" . És en aquesta mateixa conferència on acceptà la dita del doctor Torras i Bages: «L'artista ha de fer obres d'art i no filosofies.» Dionís Baixeras la retreu com si, confessant-la, es volgués defensar de la innata tendència a donar un sentit moralitzador a les seves obres. Els seus pescadors revelen senzillesa i bonhomia; les pageses i pastores, ingenuïtat. No el temptarà mai un tema escabrós ni convertirà mai en obra d'art la figura d'un personatge inconvenient; fugirà tothora del sensualisme i es recollirà en una mística social que, vers el final de la seva vida, li farà dir: Ara no voldria treballar en altres temes que els religiosos.
A la seva vellesa va escriure unes memòries, on el seu catalanisme inicial s'havia vist superat per un acusat franquisme, i el manuscrit de les quals va ser adquirit als familiars per la Reial Acadèmia Catalana de Belles Arts de Sant Jordi, on es conserva.

## Obra

### Baixeras decorador

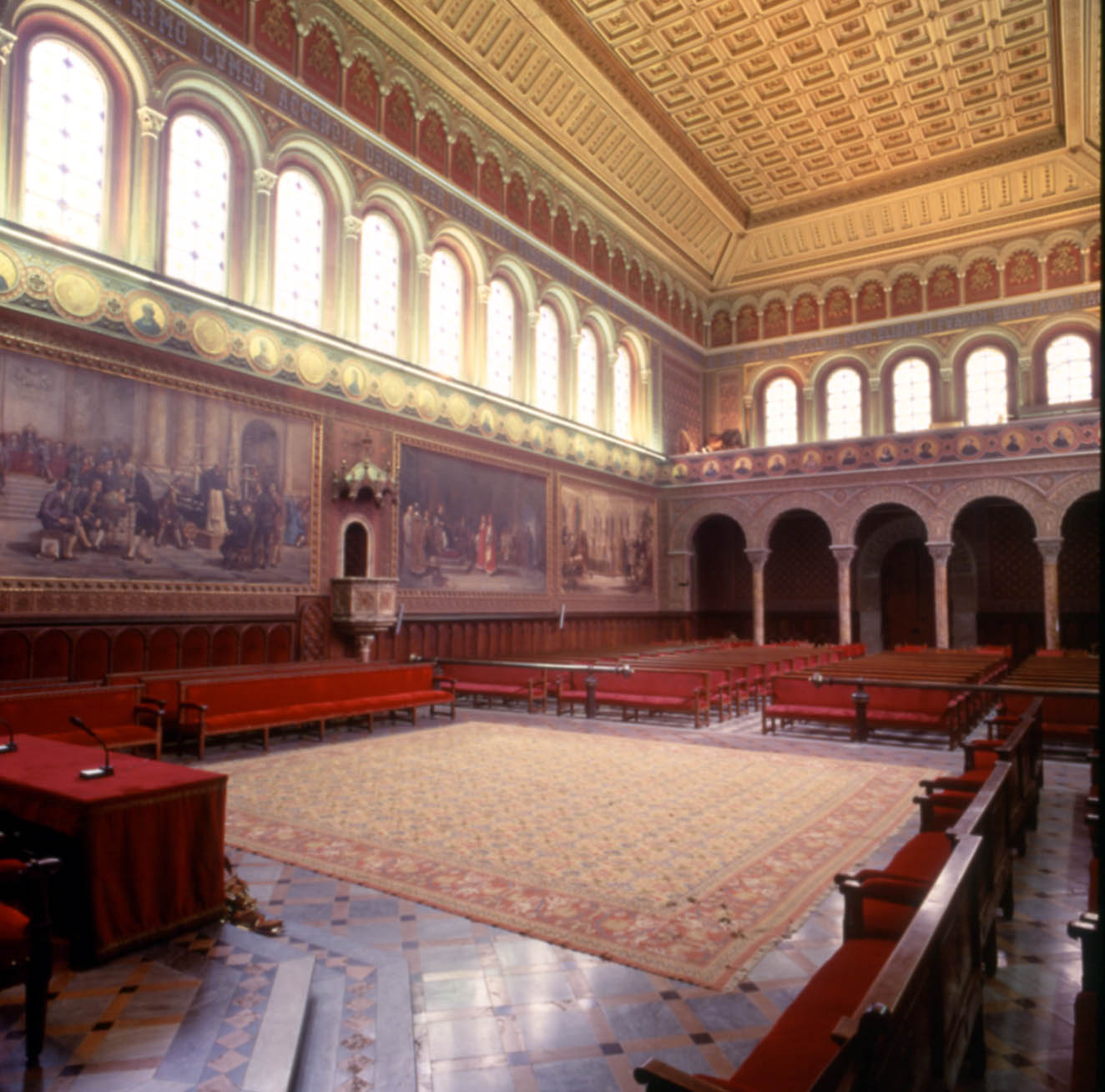
Paranimf de la Universitat de Barcelona

El 1880 es va anunciar un concurs per pintar unes teles destinades al Paranimf de la Universitat de Barcelona, com que no s'hi va presentar ningú, es convocà de nou el 1882. Resolt el concurs, Baixeras va rebre l'encàrrec de pintar tres dels sis plafons de més de sis metres d'amplada, pels quals, va necessitar un any per cada plafó, per tant, tres anys per a enllestir l'obra. Aquests plafons són:
1. . El concili de Toledo de 633 presidit per Sant Isidor de Sevilla, representant l'Espanya visigoda (1883).
2. . La civilització del Califat de Còrdova a l'època d'Abderraman III, representant l'Espanya àrab (1885).
3. . Alfons X i l'Escola de Traductors de Toledo, representant la Castella medieval (1884).

Igualment a la cúpula del Saló de Sant Jordi del Palau de la Generalitat, plasmà L'espiritualitat catalana en relació amb Déu i la pàtria entre 1926 i 1927. Presenta una composició d'un nombrós grup de sants, santes i beats arrelats a les terres catalanes a l'entorn de la representació de la custòdia de la Catedral de Barcelona. També, es pot admirar la seva pinzellada al despatx de l'alcalde de la ciutat comtal, Josep Roig i Bergadà, on hi plasmà temes relacionats amb el progrés barceloní i que van ser retirades durant la dictadura de Primo de Rivera (1923 - 1930), essent conservades actualment en el Museu Nacional d'Art de Catalunya, i finalment les composicions que elaborà destinades al Seminari Conciliar (1903 - 1904) i a la capella dels dominics de Barcelona (1935), que la Guerra Civil Espanyola va convertir en víctimes de les flames.

### Baixeras dibuixant
Els quadres de Baixeras parteixen dels apunts del natural, notes de paisatges i anotacions de color. El mateix artista explica el procés que segueix en totes les obres pictòriques quan les entrega al públic, dient que per poder-les realitzar i per sentir-se satisfet, necessita una llarga presentació i uns previs dibuixos i estudis.
| «                 | Per a mi - diu - els quadres que dono al mercat són sempre nascuts d'unes obres més íntimes, més acurades, que guardo com la meva millor riquesa. Són aquests estudis íntims el capital artístic que tinc: els quadres són els interessos que em dona aquest capital. | » |
| — Dionís Baixeras | |   |

Baixeras entenia el dibuix com un exercici necessari i constant. El domini tècnic après durant els anys d'escola i cultivat posteriorment, li permet ésser sobri i fugir dels detalls minuciosos, als quals no necessita recórrer per fer l'efecte que estan presents en l'obra. Com a dibuixant, abasta la mateixa tipologia temàtica com per a la pintura. El grau d'elaboració de les seves composicions és variable, des de notes i apunts ràpids fins a obres totalment acabades i tractades amb un detallisme absolut. Un altre tret característic de la seva obra són les anotacions de color, aspecte que demostra l'elaboració de les seves obres al taller. Aquestes prenen forma directe al quadre o escrites al marge.
El llegat més ampli que ens ha arribat del seu conjunt de dibuixos és de la ciutat de Barcelona. L'any 1907 arran d'un pla de reforma urbanística que comportava la demolició d'una part de la ciutat de Barcelona, l'Ajuntament va convocar un concurs en què es demanava als aspirants material gràfic d'aquells indrets que es veurien afectats per la remodelació. Gràcies a la impecable tècnica gràfica de Baixeras, els seus dibuixos van obtenir el major èxit i a més, amb el pas dels decennis representen un importantíssim document històric des d'on descobrir una Barcelona ja inexistent. Es tracta d'una cinquantena de làmines de paper d'indrets i racons de la ciutat de Barcelona. Alguns d'ells foren absorbits per la modernitat implacable de l'urbanisme del segle xx, d'altres encara perduren, però presenten una fisonomia molt diferent. Carrers, places, fonts i edificis circumdants a l'actual Via Laietana que Baixeras va saber copsar el seu valor tradicional sobre paper.

### Baixeras pintor
Va cultivar gairebé tots els gèneres: el retrat, les escenes de temes del camp, temàtica religiosa, el mar i el mariner, entre d'altres. D'aquest recull de tipologies, la més àmplia i coneguda són les escenes anecdòtiques de la vida catalana, escenes rural de port i de platja, en les quals les figures apareixen amb una actitud harmònica, envoltades per una pau innata amb admirables fons paisatgístics. Aquestes obres li van proporcionar una gran popularitat i el definiren com el comentarista de la vida dels pagesos i pescadors catalans d'època.
Aquestes escenes són contemplades des d'un punt de vista optimista, transmetent a l'espectador un ambient feliç i descansat, on els personatges tendeixen a l'amabilitat i a un estil de vida auster. Les figures són el principal protagonista en la seva obra. El paisatge és el simple accident geogràfic de fons.
Els seus quadres són el resultat d'una pacient elaboració, aconseguida després d'un llarg procés de realització amb preparació prèvia d'estudis i dibuixos. Baixeras realitzava les seves obres al taller, però sempre, després d'haver fet llargues excursions a les muntanyes, als prats o a les platges vora al mar. Fora del taller ho anotava tot per després fer-ne ús a la composició.

### Influència del realisme
L'esplendor cultural i econòmica que vivia la societat contemporània a Baixeras, no afectà a tota la societat. La burgesia havia triomfat i ja estava ben establerta a les ciutats. Per contra, aparagué el proletariat, un sector marginat dins la societat industrial. L'existència d'aquests sectors socials, es manifesta principalment en la literatura i la pintura, desenvolupant un realisme i un naturalisme que fuig dels grans i prestigiosos personatges amb les seves vides excepcionals, per analitzar allò trivial de la vida quotidiana.
La política esdevé un tema secundari. El que realment importa és la societat, els temes socials. Apareix una gran conscienciació per part dels artistes pels greus problemes socials en què es troba la societat arran de la industrialització i les desigualtats.
La situació social acomodada, el conservadorisme conformista i el catolicisme tradicional, en què es mou Baixeras, es reflecteixen a la seva obra i el porten a interessar-se per la vida dels camperols i els pescadors. S'interessa per aquesta part de la societat marginada i de condició humil. Tot i així, Baixeras no els mostra com a éssers marginats, sinó conformats; no són revolucionaris, no intenten canviar la condició de vida en la qual es troben, sinó que per a ells és natural la seva condició social.
Baixeras pinta aquests personatges durant les seves hores de treball i en moments de descans. No mostra ni el cansament ni l'esforç que suposa pels treballadors aquestes tasques. L'esforç físic, les irregularitats temporals, les moltes hores de treball, no apareixen a la seva pinzellada, tampoc la pols, la brutícia o els desperfectes que puguin quallar a la seva indumentària es fan visibles a les pintures de Baixeras. Així doncs, Baixeras està interessat a captar l'optimisme, l'alegria i la bellesa d'aquests personatges i el món que els envolta.

## Obres rellevants
- 1888 Decoració de l'Hotel Internacional de l'Exposició Universal, amb Joan Llimona i Alexandre de Riquer.
- 1886 Boatmen of Barcelona, exposada al Metropolitan de Nova York.
- 1889 Records, actualment al MNAC.
- 1890 Retrat d'un boter a la Barceloneta,[5] exposat a la Biblioteca Museu Víctor Balaguer
- 1904 Sala d'actes del seminari.
- 1910 Decoració del despatx d'alcaldia de Roig i Berguedà (actualment al fons del MNAC).
- 1927 Cúpula del Saló de Sant Jordi de la Generalitat de Catalunya.

## Premis i reconeixements
- 1882 Premi del concurs per a decorar el Paranimf de la Universitat de Barcelona.
- 1884 Tercera Medalla a l'Exposició de Madrid.
- 1886 Menció Honorífica a l'Exposició de París.